# Собор Святых Петра и Павла (Осиек)
Собор Святых Петра и Павла (хорв. Katedrala Svetog Petra i Pavla) — католический собор в городе Осиек, Хорватия. Сокафедральный собор архиепархии Джяково-Осиека, памятник архитектуры.

## История
На месте современного собора первоначально находилось кладбище и, вероятно, небольшая часовня. В 1732 году кладбище было ликвидировано, а на месте часовни построена небольшая приходская церковь. По мере роста и развития Осиека к концу XIX века она перестала вмещать всех прихожан.
По инициативе архиепископа Йосипа Юрая Штроссмайера, видного деятеля хорватского национального возрождения, 4 августа 1894 года началось строительство новой церкви. Церковь в неоготическом стиле по проекту немецкого архитектора Франца Лангенберга была возведена за четыре года, ещё два года ушло на завершение внутреннего убранства, наконец в 1900 году Штроссмайер освятил храм во имя святых апостолов Петра и Павла.
В 1938—1942 году хорватский художник Мирко Рачки создал на стенах и потолках собора цикл фресок, иллюстрирующих эпизоды из Ветхого и Нового Заветов.
Во время Второй мировой войны храм получил небольшие повреждения, также он пострадал во время землетрясения в 1964 году. Наибольший ущерб храму был нанесён во время войны в Хорватии, когда в ходе обстрелов Осиека в него попало до 100 снарядов. После войны началась постепенная реставрация храма, которая в целом завершена, однако отдельные работы продолжаются до сих пор.
18 июня 2008 года епархия Джяково-Срем была возведена в статус архиепархии-митрополии и переименована в архиепархию Джяково-Осиек, при этом кафедральным собором архиепархии стал собор Святого Петра в Джяково, а осиекский храм свв. Петра и Павла получил статус сокафедрального собора

## Архитектура
Собор Петра и Павла — классическая неоготическая церковь. Он построен из камня и облицован красным кирпичом. В плане имеет форму латинского креста, интерьер разделён на три нефа. Башня — колокольня над восточным фасадом многоярусная, имеет высоту 90 м. В ней установлены 4 колокола, а в нижней части — готический портал со входом. Южный фасад украшен большим окном-розой.